# Новые приключения Пеппи Длинныйчулок
«Новые приключения Пеппи Длинныйчулок» (англ. The New Adventures of Pippi Longstocking; швед. Pippi Långstrump — starkast i världen) — американско-шведская музыкальная комедия для детей. По повести Астрид Линдгрен «Пеппи поселяется на вилле «Курица»» (1945).

## Сюжет
Сюжет фильма не сильно отличается от оригинальной повести.
Пеппи Длинныйчулок — экстравагантная непоседливая девочка, живущая на принадлежащей ей вилле «Курица» вместе с лошадью и ручной обезьяной. Её мама умерла уже давно, а папа, капитан пиратского корабля, недавно пропал без вести, оставив в наследство дом и чемодан золотых монет.
Пеппи знакомится с соседскими детьми, Томми и Анникой, и вместе с ними устраивает всевозможные проказы, шокируя окружающих взрослых. В конце концов взрослые решают, что место Пеппи — в детском приюте, но девочка категорически отказывается покидать свою виллу. Вскоре в этом приюте происходит пожар, Пеппи спасает из огня нескольких детей и становится местной героиней.
На Рождество происходит встреча Пеппи и её отца, Эфраима: оказывается, тот был выброшен кораблекрушением на далёкий остров, и теперь стал там вождём племени. Он зовёт девочку с собой, быть там принцессой, но Пеппи отказывается, решив остаться с Томми и Анникой.

## В ролях
- Тами Эрин — Пеппи Длинныйчулок (впервые на экране)
- Дэвид Симан-младший — Томми Сеттигрен
- Кори Крау — Анника Сеттигрен
- Айлин Бреннан — мисс Баннистер
- Деннис Дуган — мистер Сеттигрен
- Джордж Диченцо — мистер Дэн Блэкхёрт
- Дик Ван Паттен — Грег
- Джон Шак — Эфраим Длинныйчулок — пират, капитан корабля, вождь туземного племени, отец Пеппи
- Брэнскомб Ричмонд — матрос Фридольф
- Фэй Мастерсон[англ.] — девочка
- Фрэнк Уэлкер — лошадь Альфонсо / обезьяна Мистер Нельсон (озвучивание)

## Интересные факты
- Несмотря на название, фильм не является продолжением какого-либо другого фильма, а снят по оригинальной повести.
- Компанией Columbia Pictures фильм был выпущен на 18 языках.
- DVD с фильмом выходил дважды: в 2000 и 2007 годах.
- Съёмки фильма проходили во Флориде.
- У исполнительницы главной роли Тами Эрин действительно рыжие волосы, но для съёмок их покрасили в «ещё более рыжий цвет»[3].
- На роль Пеппи были отсмотрены более 8000 претенденток по всему миру. Роль досталась Тами Эрин не только за природный рыжий цвет волос, но и за то, что она хорошо пела, танцевала, занималась спортивной гимнастикой и верховой ездой[3].
- В фильме лошадь Пеппи зовут Альфонсо. В оригинальной книге у неё нет имени, а в Швеции её зовут «Маленький старичок», как в телесериале 1969 года (англ. Pippi Longstocking (1969 TV series))[3].
- В фильме были немного изменены имена собственные: например, фамилия Томми и Анники Сеттергрен (Settergren) стала Сеттигрен (Settigren), а имя обезьянки Пеппи превратилось из Мистер Нильсон (Mr. Nilsson) в Мистер Нельсон (Mr. Neilson)[3].
- В 1989 году фильм номинировался на две «Золотые малины»: худшая новая звезда (Тами Эрин) и худшая актриса второго плана (Айлин Бреннан), но остался без наград[4].

## Премьерный показ в разных странах[5]
- Западная Германия — 29 июня 1988 (кинофестиваль в Мюнхене); 7 июля 1988 (широкий экран)
- США — 29 июля 1988
- Швеция — 9 сентября 1988
- Аргентина — 8 декабря 1988
- Португалия — 23 декабря 1988
- Австралия — 29 декабря 1988
- Финляндия — 17 марта 1989